# Ligne 1 du métro léger de Sydney
La ligne 1 (L1 Dulwich Hill Line) est une ligne du métro léger de l'agglomération de Sydney, en Australie. Elle est exploitée par Transdev Sydney, filiale du groupe Transdev.

## Tracé et stations
La ligne comprend 23 stations sur un parcours de 12,8 km qui relie Central Grand Concourse, près de la gare centrale dans le centre-ville à Dulwich Hill au sud-ouest, dans Inner West. 

## Matériel roulant
La ligne est exploitée avec douze rames Urbos 3 du constructeur CAF qui ont chacune une capacité de 206 passagers. 

## Historique
En 1994, les autorités de Nouvelle-Galles du Sud accordent une concession à la société Sydney Light Rail Company (SLRC) pour la construction et l'exploitation d'une ligne de métro léger qui doit réutiliser une section désaffectée d'une voie de chemin de fer de marchandises de l'Inner West. L'opération est complétée par la construction d'une section sur rue pour relier la ligne à la gare centrale.
La première section de la ligne est mise en service le 31 août 1997 entre Central et Wentworth Park. Un premier prolongement vers l'ouest est ouvert le 13 août 2000 jusqu'à Lilyfield. Enfin le 27 mars 2014, un second prolongement vers le sud-ouest est mis en service jusqu'à Dulwich Hill, dans le quartier du même nom.